# Хлор
Хлор (Cl; лат. chlorium, од грч. chloros — „зелено-жути”) неметал је са атомским бројем 17, припада VIIA групи. Стабилни изотопи су: 35 и 37. Хлор је жутозелен гас око 2,5 пута тежи од ваздуха, непријатног, загушљивог мириса, веома отрован. Хлор је средство за избељивање и дезинфекцију. Састојак је многих соли и других једињења. Хлоридни јон је веома распрострањен у природи и може се наћи у скоро сваком живом организму, има веома велик биолошки значај, спада у макроелементе. Јони хлора су једни од најбитнијих анјона у воденим организмима док хлороводоничну (стари назив сона) киселину многе животиње користе за варење. У организму човека од 70 килограма налази се око 95 грама хлоридних јона углавном у облику натријум-хлорида.
Хлор има највиши афинитет према електрону и трећу по величини електронегативност међу свим реактивним елементима. Из тог разлога, он је врло јако оксидирајуће средство. Слободни хлор је врло редак на Земљи, а обично је резултат директне или индиректне оксидације помоћу кисеоника. Најчешће и најуобичајеније једињење хлора, натријум хлорид (обична кухињска со), био је познат из античких времена. Око 1630. гасни хлор је први пут синтетисан у хемијској реакцији, али није био препознат као фундаментално важна супстанца. Одређивање особина гасног хлора сачинио је Карл Вилхелм Шеле, који је 1774. претпоставио да се ради о оксиду неког новог елемента. Он је први добио хлор реакцијом хлороводичне киселине (HCl) и мангановог диоксида (2). Хемичари су 1809. открили да је тај гас заправо чисти хемијски елемент, што је у својим радовима потврдио и Хамфри Дејви 1810. који нови елемент назвао данашњим именом, изведеним из грчког χλωρóς (хлорос, жуто-зелени).
Готово сав хлор у Земљиној кори налази се у виду хлорида у разним јонским једињењима, укључујући и кухињску со. Он је други најраспрострањенији халогени елемент и 21. најраспрострањенији елемент у Земљиној кори. Елементарни хлор се индустријски производи из слане воде помоћу електролизе. Велики потенцијал елементарног хлора за оксидовање других елемената комерцијално се користи у саставу многих избељивача и дезинфекцијских средстава, а генерално се користи као незамјењив реагенс у хемијској индустрији. Он се користи и при производњи многих потрошачких роба и производа, од чега две трећине отпада на органске хемикалије попут поливинил хлорида, као и многе полупроизводе у производњи пластичних и других производа за крајњу потрошњу. Такви производи обично не садрже елементарни хлор. Елементарни хлор и једињења хлора често се користе као дезинфекцијско средство које се директно сипа у базене за купање чиме се они чисте.
У облику хлоридних јона, хлор је неопходан и незамењив за сва позната жива бића. Друге врсте једињења хлора су ретке у живим организмима, а вештачки произведена органохлорна једињења могу бити потпуно инертна, али и веома отровна. У горњим слојевима Земљине атмосфере, органски молекули који садрже хлор попут хлорофлуороугљеника учествују у уништавању озонског омотача. Мале количине елементарног хлора се генеришу оксидацијом хлорида до хипохлорита у неутрофилима, као део имунског одговора против бактерија. Елементарни хлор у високим концентрацијама је екстремно опасан и отрован за све живе организме, а користио се током Првог светског рата као прво гасовито хемијско бојно оружје.

## Историја
Најчешће и најуобичајеније једињење хлора, натријум хлорид, познато је још од античких времена. Археолози су нашли доказе да је камена со била кориштена још око 3000 п. н. е, док се вода из сланих бунара користила од 6000. п. н. е. Тек око 1630. године, хлор у гасовитом стању је открио фламански хемичар и физичар Јан Баптист ван Хелмонт.
Елементарни хлор први је добио и проучавао шведски хемичар Карл Вилхелм Шеле 1774. па се стога њему приписује откриће хлора. Он га је назвао дефлогистовани муријатни кисели ваздух, јер је био гасовит (стога назван ваздух), а добио га је из хлороводичне киселине (тада позната као муријатна киселина). Међутим, он није успео да „унапредити” откривени хлор у хемијски елемент, јер је погрешно мислио да је из хлороводичне киселине заправо добио оксид (погледаје теорију флогистона). Шеле је новом елементу у овом „оксиду” дао име муријатик (muriaticum). Иако је размишљао на тај начин, Шеле је изоловао хлор реакцијом 2 (као минерала пиролузита) са HCl:
Шеле је запазио неколико особина хлора: његов избељивачки ефект на лакмус тесту, смртоносно деловање на инсекте, његову жуто-зелену боју и мирис сличан cарскoј води.
У то време, прихваћена хемијска теорија била је: свака киселина је једињење које садржи кисеоник (и данас се на холандском и немачком језику кисеоник назива: sauerstoff или zuurstof, што би на српком било преведено као кисела супстанца), тако да су бројни хемичари, укључујући Клода Бертолеа, сматрали да је Шилеов дефлогистовани муријатни кисели ваздух комбинација кисеоника и још неоткривеног елемента, муријатика.
Године 1809. Жозеф Луј Ге-Лисак и Луј Жак Тернар покушали су да разложе дефлогистовани муријатски кисели ваздух путем његове реакције са угљем да би се тако отпустио елемент муријатик (и угљен диоксид). Међутим, нису успели те су објавили резултат тог експеримента у којем су разматрали могућност да је дефлогистиовани муријатски кисели ваздух заправо чисти елемент, али нису били убеђени у то.
Сер Хамфри Дејви је 1810. покушао поново да изведе исти експеримент те је закључио да се ради о хемијском елементу а не о једињењу. Нови елемент је назвао хлор, изведено из грчке речи χλωρος (хлōрос), што значи зелено-жути.<реф наме="оxyмуриатиц" /> Naziv halogen znači „onaj koji daje so” prvobitno je korišten kao naziv za hlor 1811. године u delu Јохана Саломо Кристофа Швајгера. Ипак, овај појам се касније користио као општији назив којим су се описивали сви елементе из породице хлора (флуор, бром и јод), а након сугестије Јакоба Берцелијуса 1842. године. Године 1823, Мајкл Фарадеј је био први научник који је утечнио хлор, те је демонстрирао оно што се тада звало „чврсти хлор” да заправо има структуру хлор хидрата.
Гасовити хлор први је употребио француски хемичар Клод Луј Бертоле за избељивање текстила 1785. године. Модерна средства за избељивање су резултат Бертолових даљих радова, у којима је први произвео натријум хипохлорит 1789. у својој лабораторији у кварту Жавел (данас део Париза, Француска) тако што је пропуштао хлорни гас кроз раствор натријум карбоната. Настала течност, названа Eau de Javel („жавељска вода”), била је слаби раствор натријум хипохлорита. Међутим, овај процес није био ефикасан, те су се тражиле методе за алтернативну производњу. Шкотски хемичар и индустријалац Чарлс Тенант први је добио раствор калцијум хипохлорита („хлорирани кречњак”), а након тога и чврсти калцијум хипохлорит (прашкасти избељивач). Ова једињења су отпуштала врло мале количине елементарног хлора па су се могле многа лакше и ефикасније транспортовати за разлику од натријум хипохлорита, који је остајао као разблажени раствор јер када би се прочистио ради уклањања воде из њега, постао би врло опасно и нестабилно оксидативно средство. На крају 19. века, Е. С. Смит је патентирао метод производње натријум хипохлорита који укључује електролизу слане воде чиме се добија натријум хидроксид и гасовити хлор, који се затим меша дајући натријум хипохлорит. Овај процес је познат као хлоралкални процес, који је први пут 1892. начињен у индустријским количинама, а данас је извор готово целокупној количини произведеног елементарног хлора и производњи натријум хидроксида (док је повезана реакција електролизе на ниским температурама, Хукеров процес, данас „одговоран” за производњу избељивача и натријум хипохлорита).
Раствори елементарног хлора се растварају у хемијски алкалној води (натријум и калцијум хипохлорит) почели су се први пут користити као средства за дезинфекцију и за заштиту од труљења током 1820-их у Француској, много пре настанка герминативне теорије болести. За овај рад је највише заслужан Антоан-Гермејн Лабарак, који је прилагодио Бертолетову жавечску воду за избељивање и друге препарате од хлора у ову сврху. Од тада елементарни хлор без престанка служи у антисептичке сврхе (попут раствора за третирање рана и слично) као и у сврху јавне санитације (нарочито прочишћавање воде у купаћим базенима и воде за пиће).
Године 1826. сребро хлорид се кориштено за добијање прве фотографске слике. Хлороформ је 1847. био први анестетик. Поливинил хлорид (ПВЦ) је осмишљен 1912. године, а првобитно није имао никакву сврху нити употребу.
Гасовити хлор је први пут употребила немачка војска као оружје 22. апила 1915. године код Ипраа у Првом светском рату, а резултати употребе овог оружја били су ужасни, јер се тада гас-маске нису делиле војницима, а постојеће се се врло споро и незграпно стављале на главу.

## Особине
Чист хлор се јавља у виду двоатомских молекула Cl2. У једињењима се јавља са оксидационим бројем од -1 do +7.
Хлор се добро раствара у води и гради хлорну воду(смеша хлороводоничне и хипохлорасте киселине), која због насцентног кисеоника(насталог распадањем нестабилне хипохлорасте киселине,HClO) има антибактерицидно дејство, а служи и за бељење органских боја.
Хлор је хемијски веома реактиван елемент. У присуству пригушене сунчеве светлости једини се са водоником градећи хлороводоник. Та реакција тече муњевитом брзином и спада у слободнорадикалске реакције. У пуној сунчевој светлости ова реакција се одиграва експлозивно. Хлор непосредно реагује са већином елемената и у тим реакцијама настају углавном хлориди. У једном литру воде температуре 10 °C раствара се 3,10 литара хлора док при температури од 30 °C само1,77 литара. Са водом реагује брзо градећи хлороводоник и перхлорну киселину (HClO). Са кисеоником гради 5 различитих оксида. Хлор гради неколико киселина и одговарајуће соли:
- хлороводоничну (сону) киселину и хлориде као соли
- хипохлорасту киселину и соли хипохлорите
- хлорасту киселину и соли хлорите
- хлорну киселину и соли хлорате
- перхлорну киселину и соли перхлорате

## Добијање
У лабораторијама хлор се може добити оксидовањем хлороводоничне киселине јаким оксидационим средствима MnO2:
MnO2 + 4HCl → MnCl2 + Cl2↑ + 2H2O.
Индустријски, хлор се производи електролизом раствора(ређе растопа) натријум-хлорида. При томе се користе инертне угљеничне електроде. После производње гасовити хлор подлеже процесу ликвеакције (утечњавања) јер је у том облику погодан за транспорт.
Интересантно је то да „суви“ хлор (без присуства влаге) не реагује са гвожђем из челика те се због тога транспорт врши у челичним боцама.
Хлор је изузетно отрован гас карактеристичног оштрог мириса.

## Примена
Хлор се користи за дезинфекцију воде, за дезинфекцију и избељивање папира и тканина. Коришћен је као бојни отров за време Првог светског рата, али је замењен практичнијим средствима.
Хлор се доста користи за израду продуката који се користе у свакодневници — боје, намирнице, инсектициди, пластичних маса, нафтних продуката, лекова, растварача и бојних отрова.
Хлор се користи и за добијање хлорног креча и брома.
Органска хемија је такође подручје на коме се примењује хлор. Користи се као оксиданс, а и као замена за атом водоника у органским једињењима.
Употреба хлора за бељење индустријске целулозе, лана, памука и дезинфекцију воде заснива се на његовом оксидационом дејству.

## Историја
Хлор је откривен 1774. од Шелеа (Carl Wilhelm Scheele) реакцијом: MnO2 + HCl за коју је погрешно мислио да је добио гас који садржи кисеоник. Име овом елементу је 1810. године дао Хамфри Дејви, који је утврдио да је супстанција коју је Шеле открио елемент а не неко једињење у гасовитом облику.
Хлор су први пут употребили Немци 22. априла 1915. године као бојни отров против Француза. То је означило почетак хемијског рата.

## Заступљеност
У природи хлор је заступљен у облику јона Cl-, који је главни анјон у океанима (јони хлора чине 1,9% масе свих океана). Још већа концентрација хлорових јона је у сланим језерима (уМртвом Мору око 21%).
Већина хлорида је растворљива у води зато веће количине се могу наћи само у сувим пределима или у подземним лежиштима соли.

## Једињења
Међу неорганским једињењима хлора налазе се хлориди и хлорити. У органска једињења спадају хлороаминати, хлориди хидроксида угљеника и тетрахлориди угљеника.

## Токсичност
Гасовити хлор надражује систем за дисање и слузне жлезде, у већим количинама изазива смрт. У ваздуху се може осетити већ у количини од 3.5 ppm, али опасна концентрација је тек преко 1000 ppm. Због тих особина је коришћен као бојни отров у Првом светском рату. Да би се неутралисао удишу се паре етанола, или разблаженог раствора амонијака.